# Ouémé
Pour le fleuve, voir Ouémé.
L'Ouémé est un département situé au sud-est du Bénin. Il tire son nom du fleuve Ouémé qui le traverse pour se jeter dans le golfe du Bénin. 

## Géographie
Il est limitrophe de 4 départements du Bénin et frontalier de deux États du Nigeria à l'est.
|            | Zou              | Plateau |
| Atlantique | Ouémé            | Ogun    |
| Littoral   | Océan Atlantique | Lagos   |

## Histoire
La réforme administrative de 1999 a détaché le nord de l'ancien département de l'Ouémé pour former le nouveau département du Plateau. 

## Communes

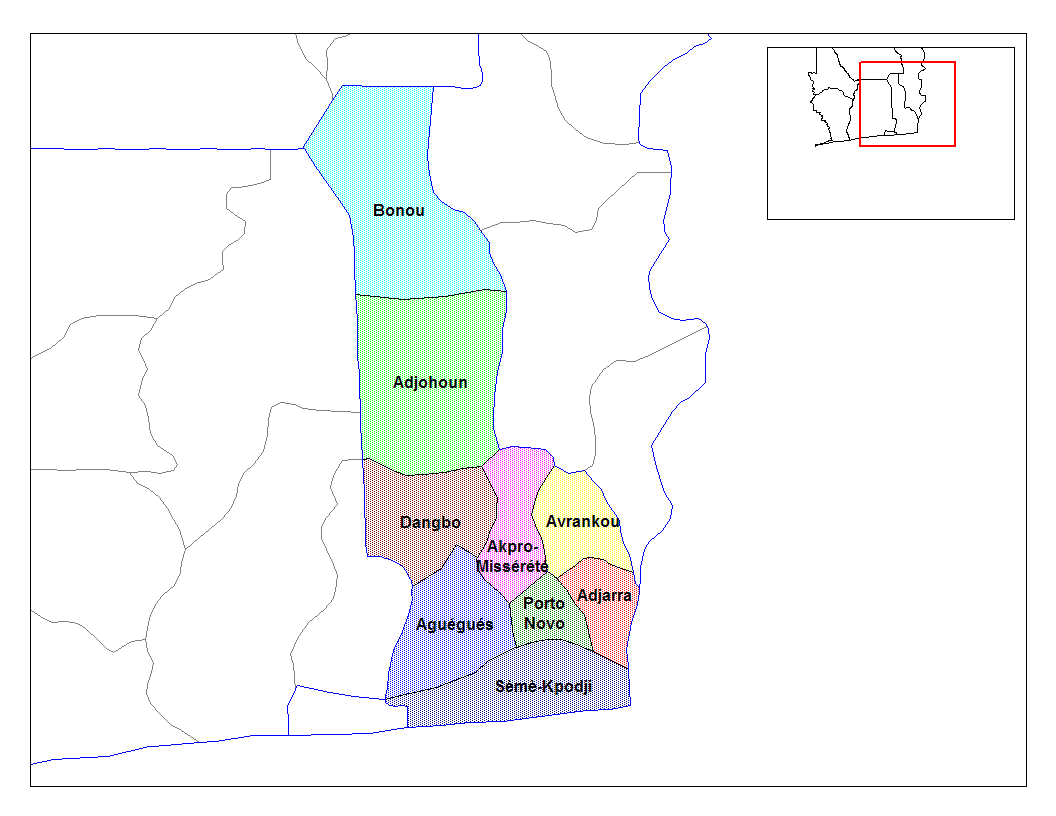
Communes du département de Ouémé

On y trouve notamment la capitale du pays et chef-lieu du département, Porto-Novo, ainsi que les communes suivantes :
- Adjarra
- Adjohoun
- Aguégués
- Akpro-Missérété
- Avrankou
- Bonou
- Dangbo
- Sèmè-Kpodji

## Villages
Depuis 2013, le département de l'Ouémé compte 488 villages et quartiers de ville.

## Population
L’Ouémé est peuplé majoritairement de Goun, Tori et Yoruba.

## Tourisme

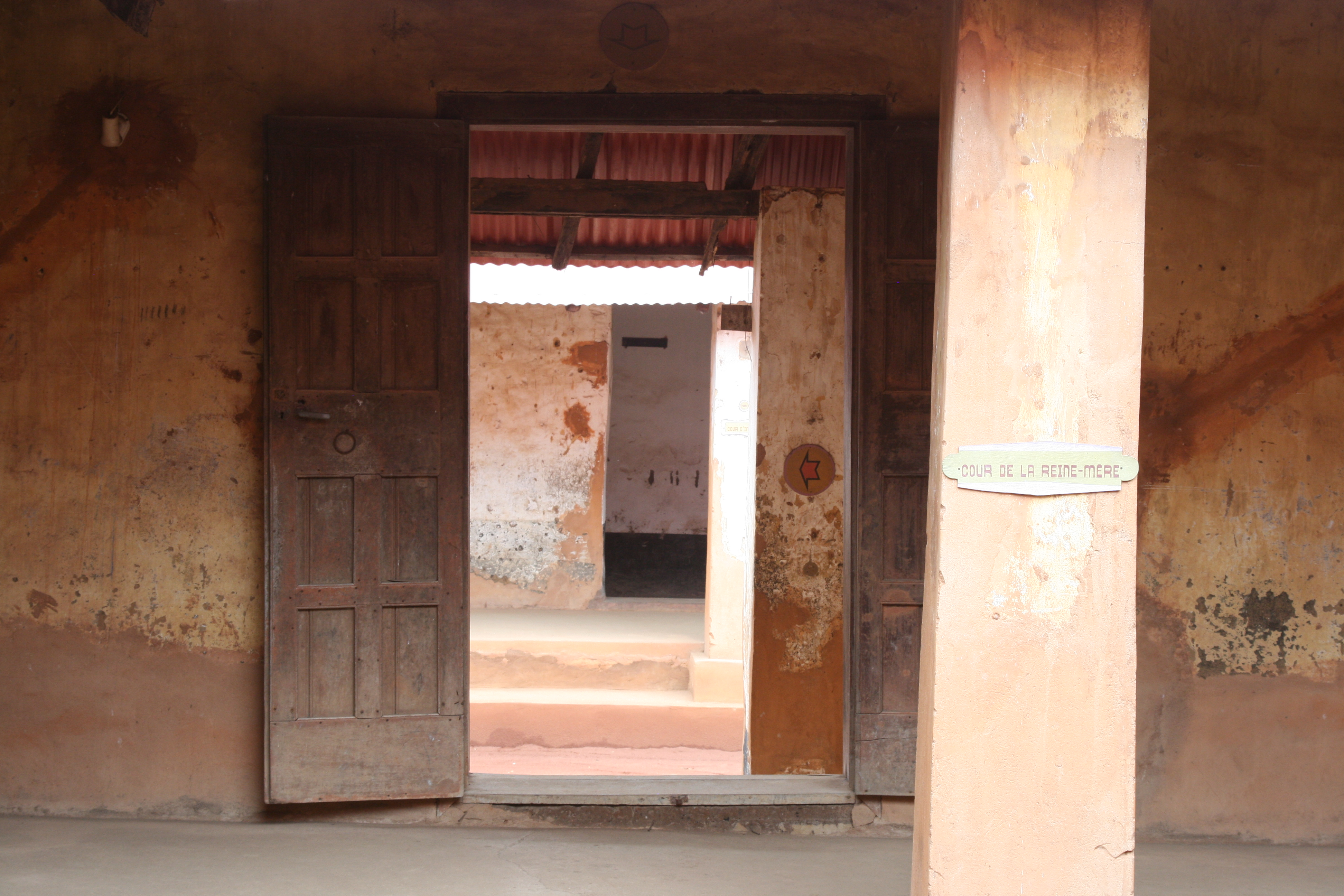
Musée Honmè
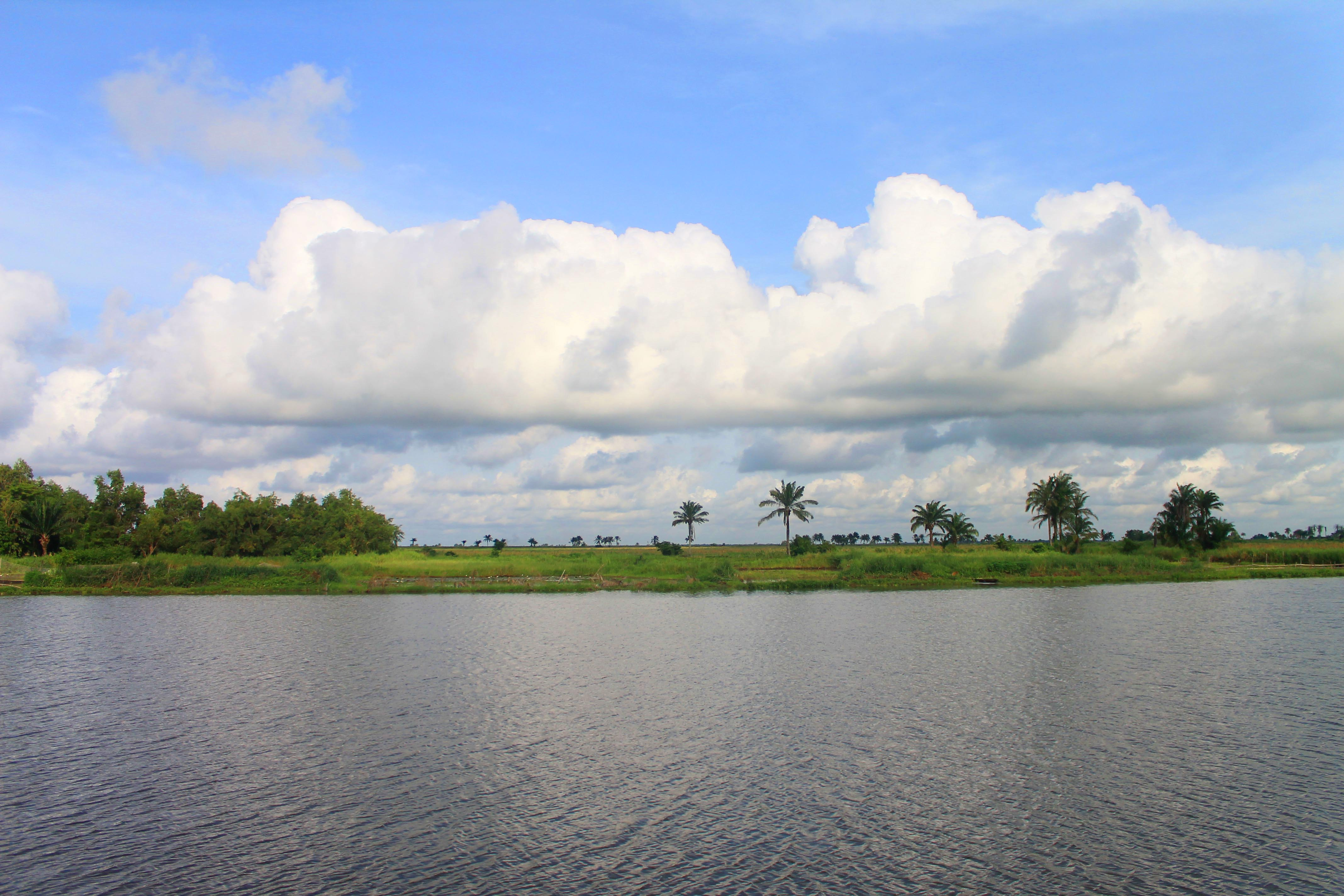
Les aguégués
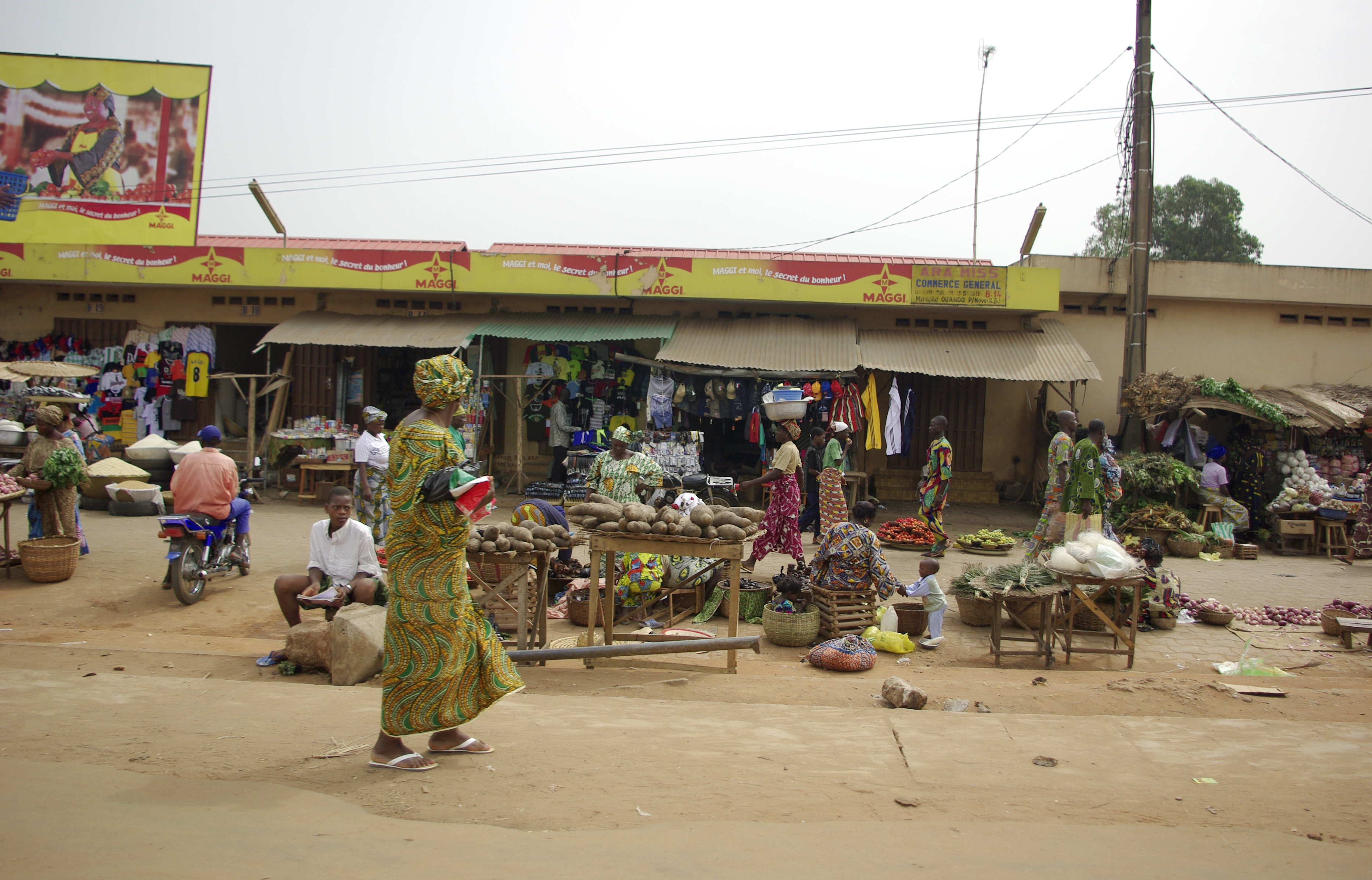
Marché Ouando
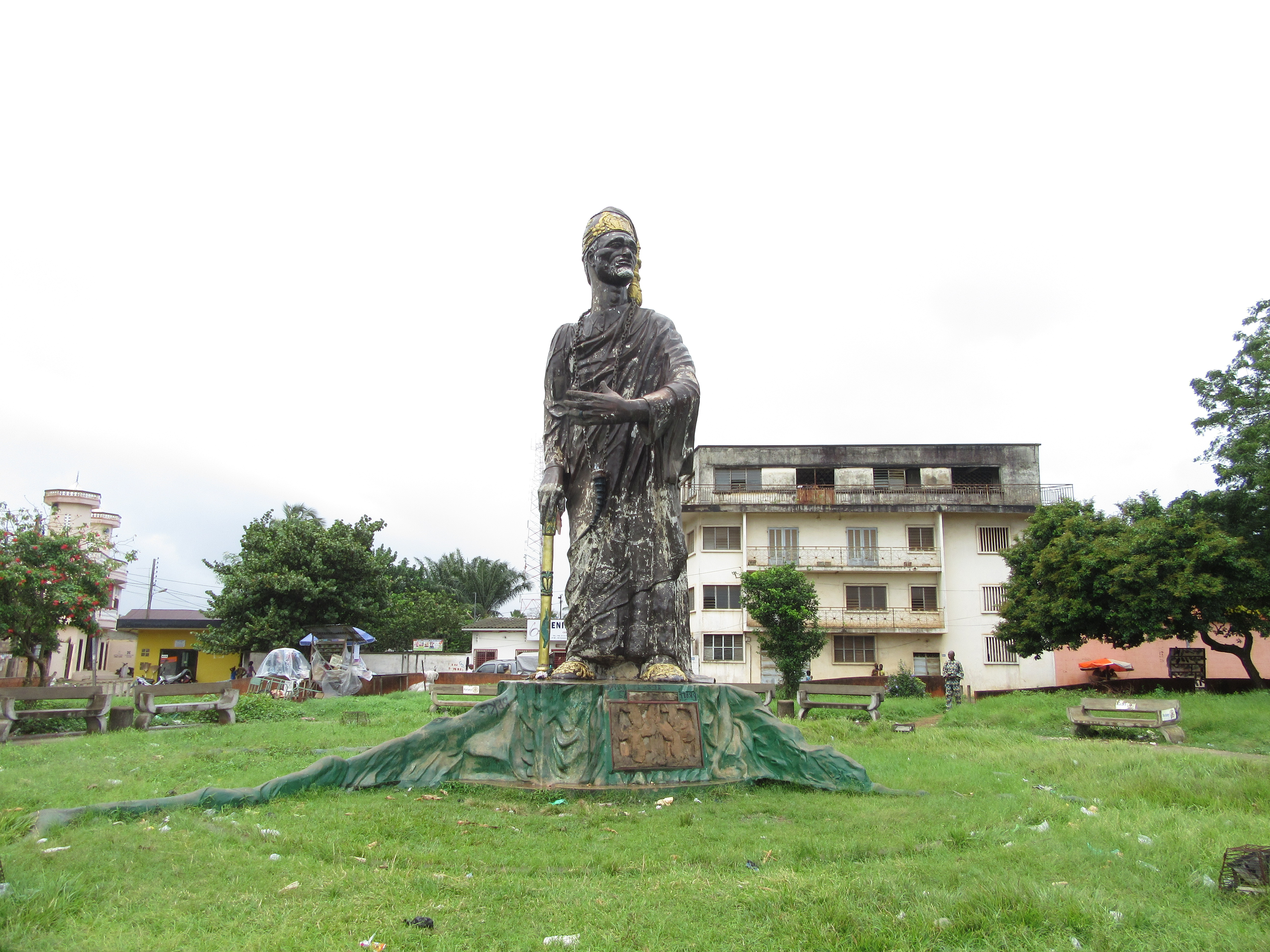
La place Toffa

## Galerie

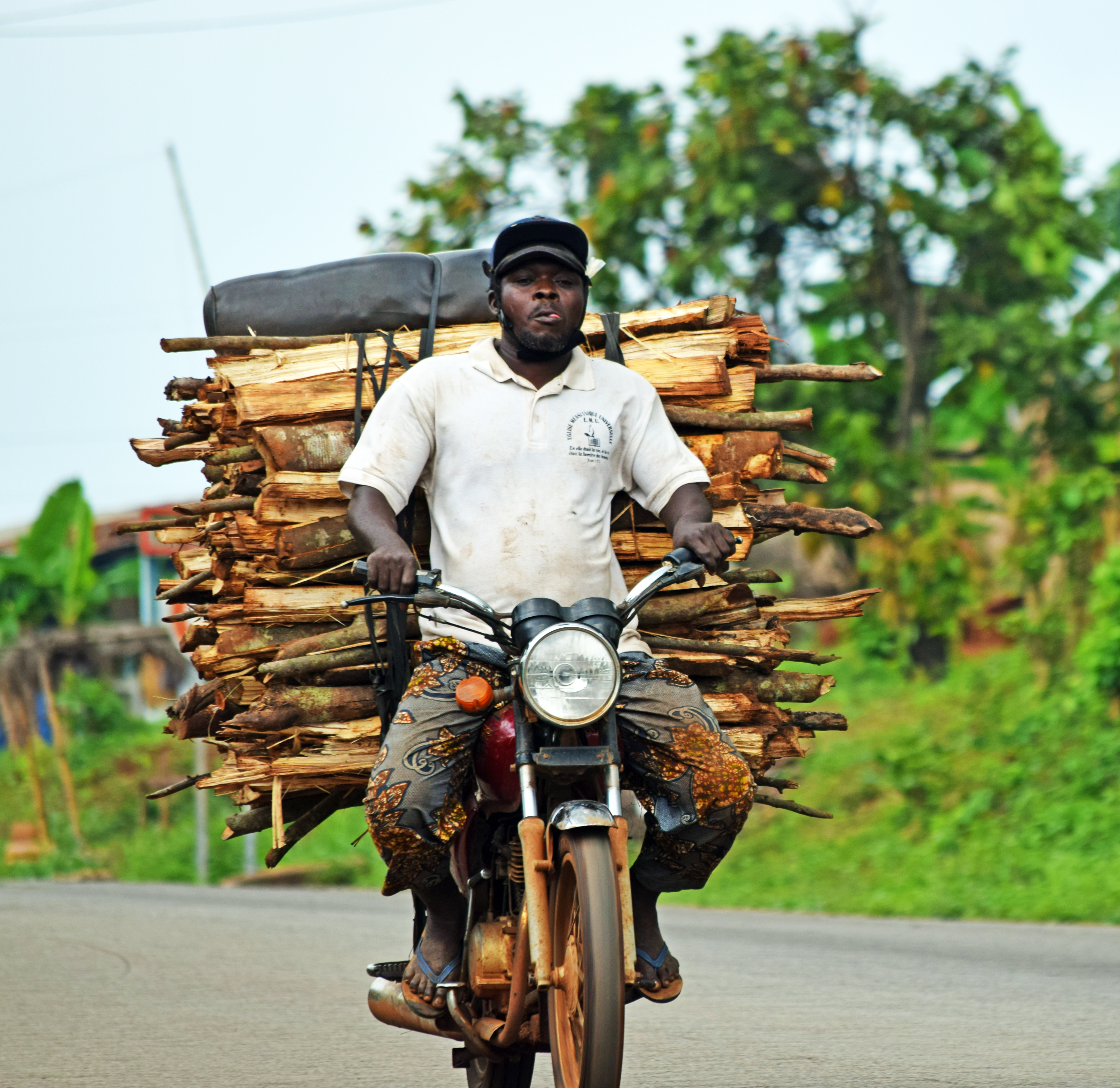
Moyen de transport utilisé
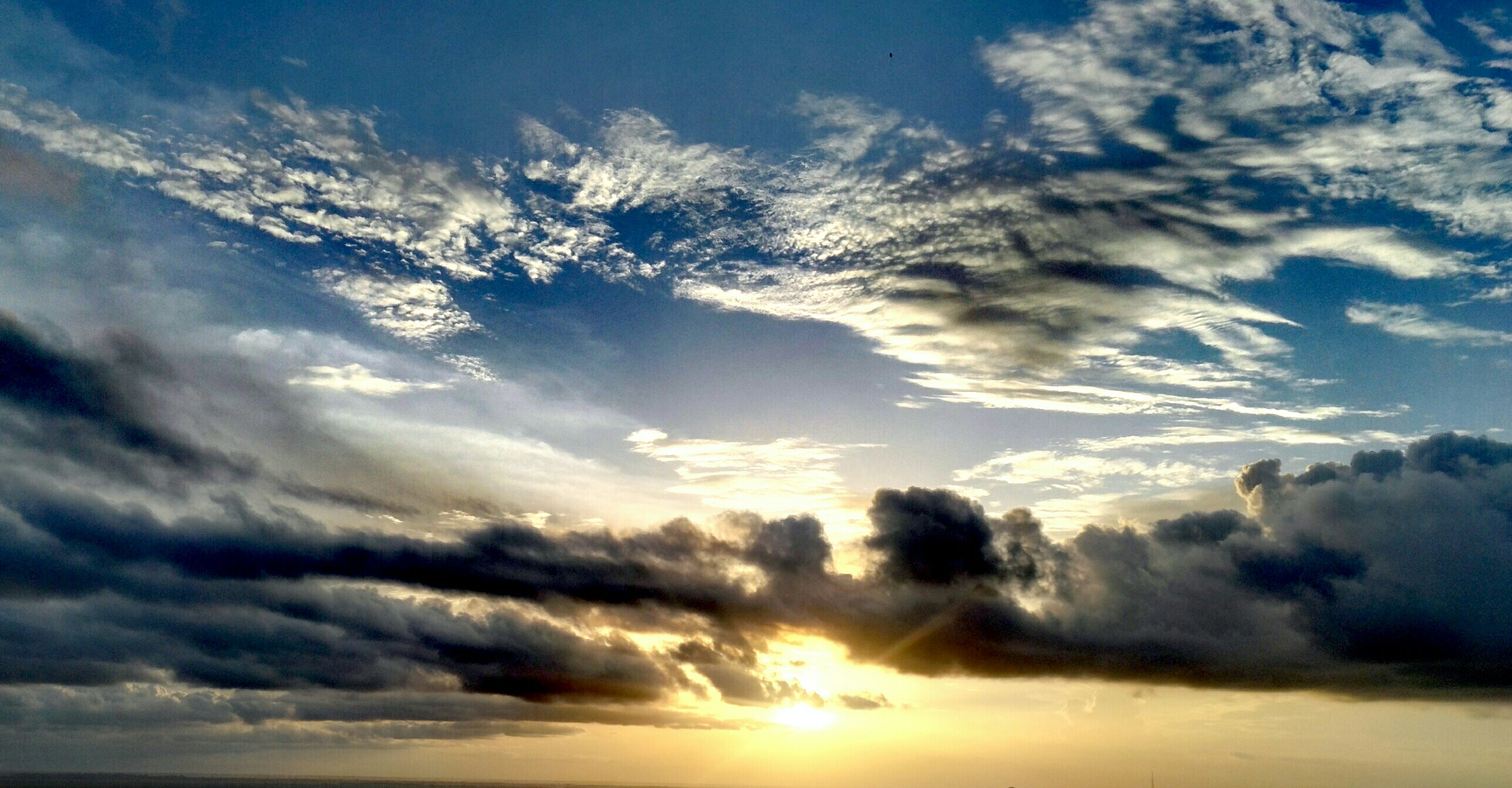
Coucher du soleil à Dangbo
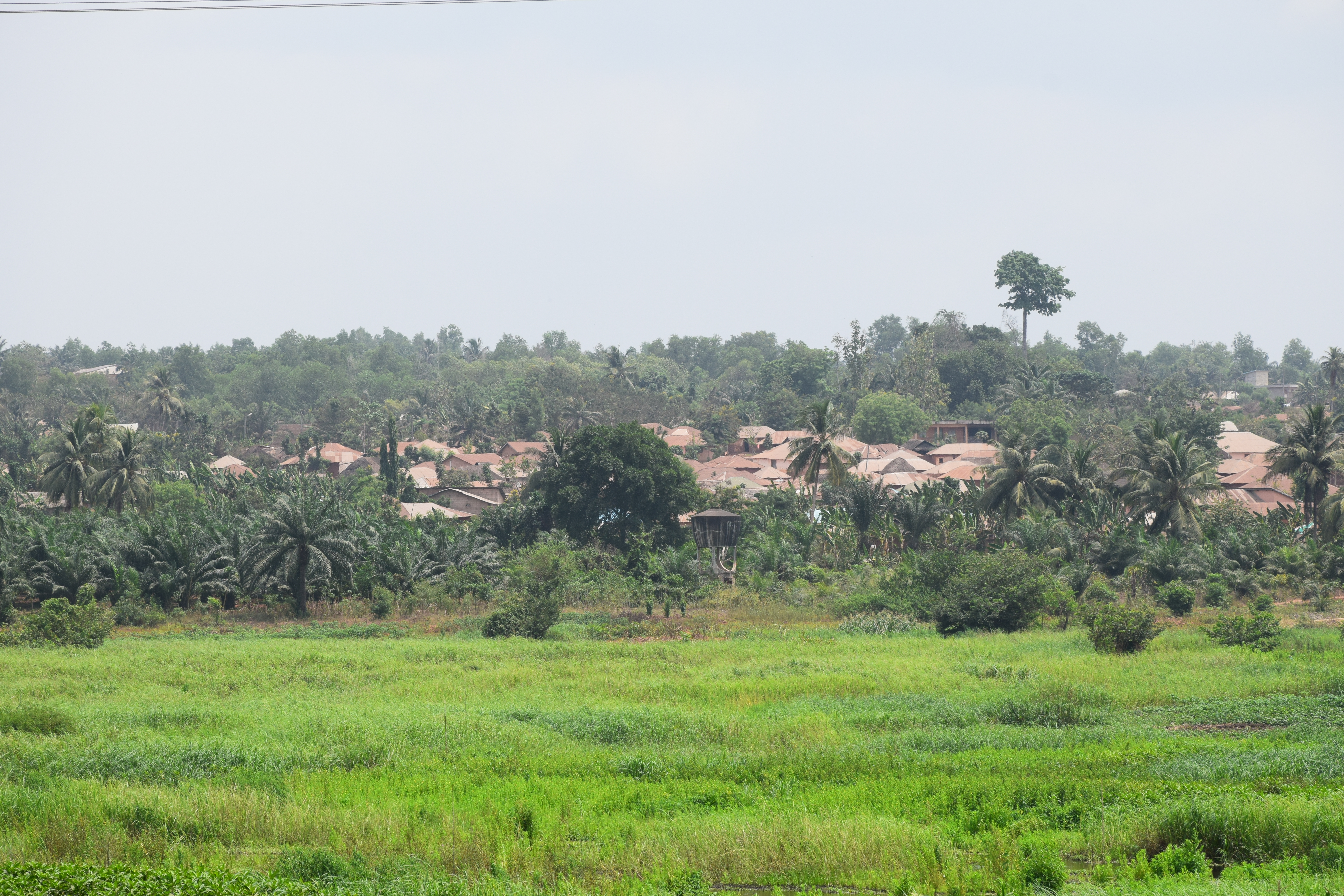
Habitations contre des falaises.